# Resolutie 1700 Veiligheidsraad Verenigde Naties
Resolutie 1700 van de Veiligheidsraad van de Verenigde Naties werd op 10 augustus 2006 unaniem aangenomen door de VN-Veiligheidsraad, en verlengde de VN-bijstandsmissie in Irak met een jaar.

## Achtergrond
Op 2 augustus 1990 viel Irak zijn zuiderbuur Koeweit binnen en bezette dat land. De Veiligheidsraad veroordeelde de inval diezelfde dag middels resolutie 660, en later kregen de lidstaten carte blanche om Koeweit te bevrijden. Eind februari 1991 was die strijd beslecht en legde Irak zich neer bij alle aangenomen VN-resoluties. Het land werd vervolgens verplicht te ontwapenen door onder meer al zijn massavernietigingswapens te vernietigen. Daaraan werkte Irak echter met grote tegenzin mee, tot grote woede van de Verenigde Staten, die het land daarom in 2003 opnieuw binnenvielen. Kort hierop vroeg de door de VS geleide overgangsregering van Irak de Verenigde Naties om hulp bij onder meer het herzien van de grondwet en de organisatie van verkiezingen, en werd de VN-bijstandsmissie in Irak opgericht. In 2004 werd de overgangsregering opgevolgd door een Iraakse interim-regering. In 2005 werd een nieuwe grondwet aangenomen en vonden verkiezingen plaats, waarna een coalitie werd gevormd. In de tussentijd werd het land echter geplaagd door sektarisch geweld en bleven er vele slachtoffers vallen door de talloze terreuraanslagen.

## Inhoud

### Waarnemingen
Op 14 augustus 2003 had de Veiligheidsraad de UNAMI-bijstandsmissie voor Irak opgericht. Die moest het land helpen met de versterking van zijn instellingen voor een representatieve overheid en het promoten van de nationale dialoog. Die dialoog was cruciaal voor de stabiliteit en eenheid van Irak.

### Handelingen
UNAMI's mandaat werd opnieuw met 12 maanden verlengd. Binnen twaalf maanden, of eerder op verzoek van Irak, zou dat mandaat herzien worden.

## Verwante resoluties
- Resolutie 1619 Veiligheidsraad Verenigde Naties (2005)
- Resolutie 1637 Veiligheidsraad Verenigde Naties (2005)
- Resolutie 1723 Veiligheidsraad Verenigde Naties (2006)
- Resolutie 1762 Veiligheidsraad Verenigde Naties (2007)

Lijst ·  1652 ·  1653 ·  1654 ·  1655 ·  1656 ·  1657 ·  1658 ·  1659 ·  1660 ·  1661 ·  1662 ·  1663 ·  1664 ·  1665 ·  1666 ·  1667 ·  1668 ·  1669 ·  1670 ·  1671 ·  1672 ·  1673 ·  1674 ·  1675 ·  1676 ·  1677 ·  1678 ·  1679 ·  1680 ·  1681 ·  1682 ·  1683 ·  1684 ·  1685 ·  1686 ·  1687 ·  1688 ·  1689 ·  1690 ·  1691 ·  1692 ·  1693 ·  1694 ·  1695 ·  1696 ·  1697 ·  1698 ·  1699 ·  1700 ·  1701 ·  1702 ·  1703 ·  1704 ·  1705 ·  1706 ·  1707 ·  1708 ·  1709 ·  1710 ·  1711 ·  1712 ·  1713 ·  1714 ·  1715 ·  1716 ·  1717 ·  1718 ·  1719 ·  1720 ·  1721 ·  1722 ·  1723 ·  1724 ·  1725 ·  1726 ·  1727 ·  1728 ·  1729 ·  1730 ·  1731 ·  1732 ·  1733 ·  1734 ·  1735 ·  1736 ·  1737 ·  1738